# Molí de Fontova
El Molí de Fontova és una obra de Maldà (Urgell) inclosa a l'Inventari del Patrimoni Arquitectònic de Catalunya. Conegut també amb el nom de Lo Molinet. Està situat entre Maldà i Belianes, fàcilment accessible pel camí que voreja el riu. Es troba tot ell en ruïnes i era un conjunt de molí, habitatge i capella, construïts al segle xviii. A mitjan segle xix es degué emprendre una reforma o ampliació (hi ha una altra llinda amb la data de 1850). La capella tenia una façana feta amb carreus de pedra picada de mida gran, molt ben escairats, conservada encara en bona part. S'ha perdut el portal i la rosassa està a punt de caure del tot. També la casa es troba en estat ruïnós, mentre que la part del molí, mig enterrada, es conserva encara en bon estat. A la part baixa d'aquest molí-casa s'hi veu dos arcs apuntats i coberts de grans lloses.
En un llindar d'una de les finestres de la casa si llegeix Anton-1790-Fontova. A la riada de Santa Tecla del 23 de setembre de 1874, els habitants del lloc es salvaren pujant a la teulada de l'església, una de les parets se l'endugué l'aigua i va afectar greument el conjunt.